# SoSIM
SoSIM是和記電話有限公司（3）於2020年10月推出的流動電訊品牌，於香港和澳門提供不需要簽約的儲值卡服務。
開台初期以香港境內的百佳超級市場作為銷售點，3香港以$33元 50GB 30日的數據量，傳輸速度為最高42Mbps，成功吸引大量客戶使用SoSIM。
2021年1月11日，SoSIM預付卡服務擴展至澳門，3澳門宣佈客戶可於全澳16間百佳的收銀處及自助收銀處購買SoSIM，亦可購買電子增值碼，即時為SoSIM增值，定價同為$33，包括30日任用4G數據及10,000本地通話分鐘。
2021年4月，3香港宣布增加全線屈臣氏作為SoSIM銷售點。
2023年3月1日起，3香港會調整SoSIM收費，原有$33元 60GB 30日計劃加價，新收費為HK$38，並新增2張「4.5G加速神器日費通行證」及2張「YouTube 數據日費通行證」，原有$88元 120GB 90日計劃加價，新收費為HK$103，並新增6張「4.5G加速神器日費通行證」及6張「YouTube 數據日費通行證」。5月起，香港SoSIM增值$500或以上，就可以讓儲值卡有效期延長兩年。
2023年6月20日起，免費短訊服務(500個/30日)取消。
2024年1月15日起，3香港會調整SoSIM收費，原有$38元 60GB 30日計劃加價，新收費為HK$42，並新增30 日防騙王服務，原有$103元 120GB 90日計劃加價，新收費為HK$109，並新增90 日防騙王服務。
2025年1月7日起，3香港會調整SoSIM收費，原有$42元 60GB 30日計劃加價，新收費為HK$45，並新增2張(合共4張)「4.5G加速神器日費通行證」、2張(合共4張)「YouTube 數據日費通行證」及免費短訊服務(30個/30日)，原有$109元 120GB 90日計劃加價，新收費為HK$115，並新增6張(合共12張)「4.5G加速神器日費通行證」、6張(合共12張)「YouTube 數據日費通行證」及免費短訊服務(90個/90日)。